# Dangerous Games
Dangerous Games è il terzo album della band Alcatrazz pubblicato nel 1986 per l'etichetta discografica Capitol Records.

## Tracce
1. It's My Life – 4:10
2. Undercover – 3:41
3. That Ain't Nothin' – 3:53
4. No Imagination – 3:16
5. Ohayo Tokyo – 2:59
6. Dangerous Games – 3:26
7. Blue Boar – 3:14
8. Only One Woman – 3:43
9. The Witchwood – 4:00
10. Double Man – 4:30
11. Night Of The Shooting Star – 1:04

## Formazione
- Graham Bonnet - voce
- Danny Johnson - chitarra, cori
- Gary Shea - basso
- Jan Uvena - batteria
- Jimmy Waldo - tastiere